# マイク・ウィルクス
マイケル・シャロッド・ウィルクス・ジュニア（Michael Sharod "Mike" Wilks, Jr.、1979年5月7日 - ）は、アメリカ合衆国の元プロバスケットボール選手。NBAのサンアントニオ・スパーズ、ワシントン・ウィザーズなど9チームでプレーし、2005年のスパーズ優勝メンバーである。ウィスコンシン州ミルウォーキー出身。2019年よりオクラホマシティ・サンダーのアシスタントコーチを務める。身長178cm、体重82kg。

## 経歴
2001年までライス大学でプレーし、その後2001年からNBADリーグでプロキャリアをスタートさせ、2001年アトランタ・ホークスを皮切りにNBAの9チームを渡り歩いたジャーニーマンであった。2005年サンアントニオ・スパーズ優勝メンバーの一人。
現役引退後はオクラホマシティ・サンダーのスカウトなどを務め、2019-20シーズンよりアシスタントコーチを務めている。